# جان سیلبر
جان سیلبر (انگلیسی: John Silber; ۱۵ اوت ۱۹۲۶ – ۲۷ سپتامبر ۲۰۱۲) سیاست‌مدار اهل ایالات متحده آمریکا بود.
وی همچنین برندهٔ جوایزی همچون برنامه فولبرایت و کمک‌هزینه گوگنهایم شده‌است.